# Латрун

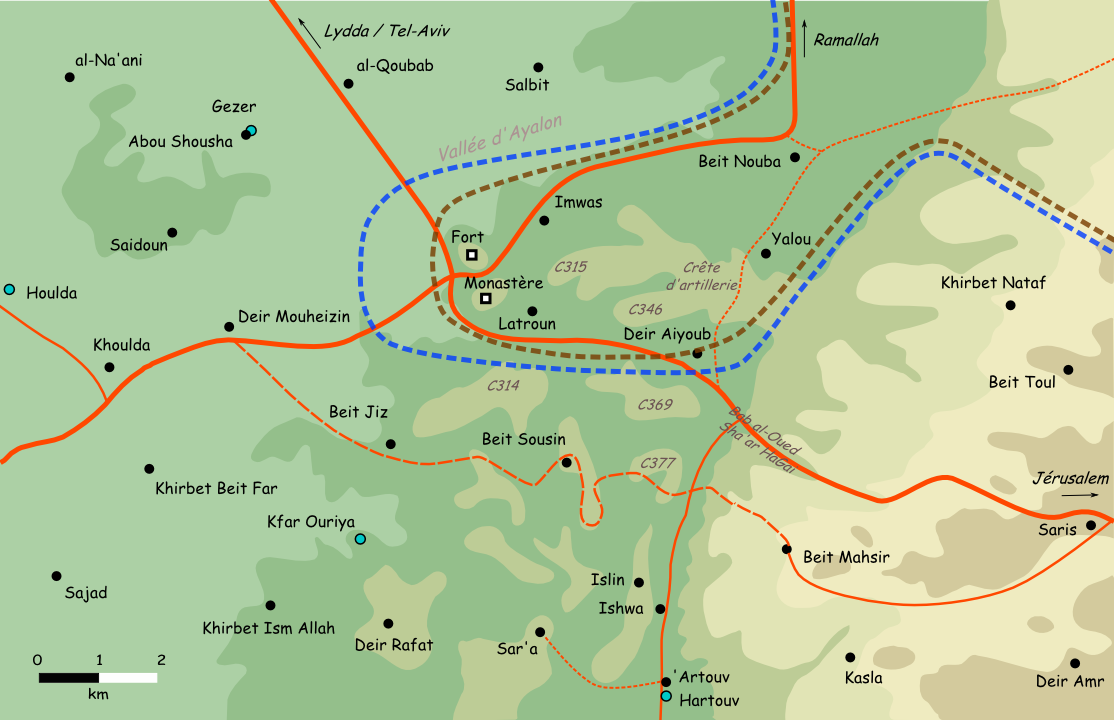
Разграничение территорий между Израилем и Трансиорданией (1948)

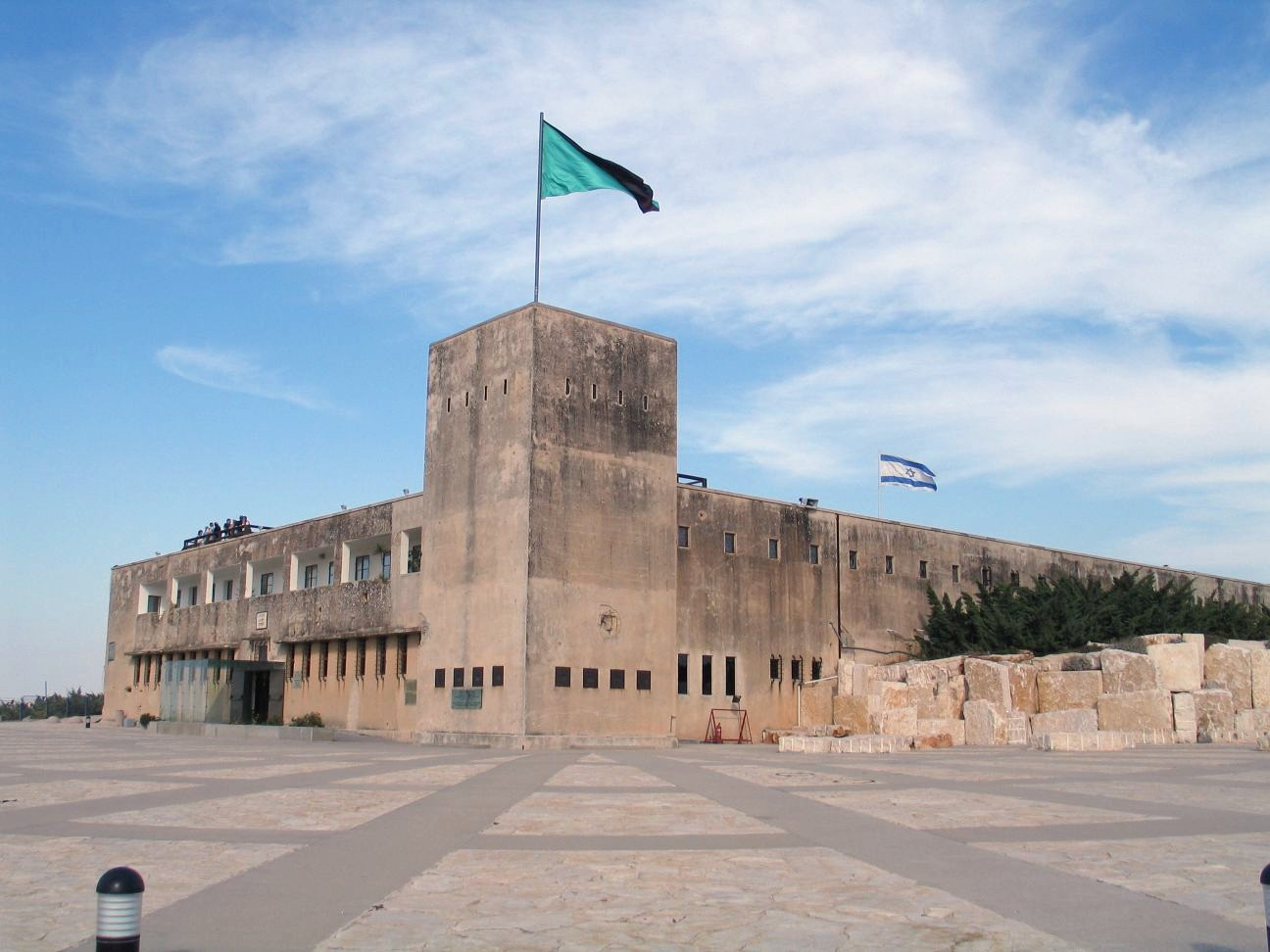
Бывшее здание тегарта в Латруне. Сейчас — часть Музея Израильских танковых войск

Латру́н (Domaine de Latroun) — местность в Израиле, в 30 км к западу от Иерусалима, гряда холмов в долине Аялон (англ. Ayalon Valley). Находится в 30 км к востоку от Тель-Авива на пересечении шоссе № 3 и шоссе № 1. Часть т. н. Латрунского выступа с юридической точки зрения является спорной территорией между Государством Израиль и Государством Палестина.
По одной из версий, слово «Латрун» происходит от фр. La toron des Chevaliers — «холм рыцарей», по находившейся здесь в XII веке крепости крестоносцев. По другой версии, в XIV веке паломники называли эту местность лат. Domus boni Latronis — «дом доброго разбойника».

## Описание
На холмах располагается Латрунский монастырь Богородицы, основанный в 1890 год монашеским орденом Кармелитов, сегодня монастырь принадлежит ордену траппистов. Одним из особенностей ордена является воздержание или минимизация общения на мирские темы, поэтому монастырь носит название — Монастырь молчальников. В начале XIX века, вместе с кампанией Наполеона в Святую землю была привезена виноградная лоза. Её посадили на территории Латрунского монастыря, и по сей день обитель славится отличными винами, которые изготовляются из винограда, выращиваемого на принадлежащих монастырю виноградниках (из Наполеоновской лозы). На арендованных землях, принадлежащих монастырю, в 1970-х годах основан посёлок Неве Шалом-Уахат ас-Салам, где совместно проживают евреи и арабы, и который был основан с целью показать, что два народа могут мирно уживаться вместе.
С периода Хасмонеев здесь был расположен региональный административный центр (центр топархии) — город Эммаус, известный в позднеримский и византийский периоды под названием Никополис. Эммаус, упоминается в евангелиях, здесь Иисус являлся после распятия двум из семидесяти двух своих апостолов: вечером путники зашли на ночлег в город, во время трапезы Иисус преломил хлеб и произнёс благословение, и в тот же миг пелена сошла с глаз учеников и они узнали его (Луки. 24:13).
На вершине холма находилась крепость крестоносцев, охранявшая дорогу Яффо — Иерусалим. Крепость принадлежала ордену тамплиеров и была восстановлена Ричардом Львиное Сердце в 1191 году во время Третьего Крестового похода. Была разобрана самими крестоносцами по условиям соглашения с Саладином (Яффский договор). От крепости сохранились остатки вала с остатками ворот к западу от него. К северу от вала идут три ряда крепостных помещений.
Около этого места проходят траншеи и окопы, напоминание о тяжелейших боях Первой мировой войны в этом районе в 1915—17 годах, между турецко-немецкими войсками и корпусом Британской империи АНЗАК (австралийско-новозеландский корпус).
Во время войны за независимость Израиля тегарт (полицейский форт) Латруна был опорным пунктом иорданского арабского легиона, позволявшим контролировать дорогу на Иерусалим. Три атаки еврейских сил на форт (англ. Battles of Latrun) не принесли успеха, что привело к необходимости спешно проложить так называемую «бирманскую» грунтовую дорогу в объезд Латруна для снабжение еврейского Иерусалима.
Форт и остатки крепости использовались иорданскими солдатами как опорные пункты во время Шестидневной войны.
В Латруне находится Музей Израильских танковых войск, а также музей «Мини-Израиль», где все главные достопримечательности государства представлены в миниатюре.